# Vác
Vác és una ciutat (en hongarès város) la qual es troba al comtat de Pest, a Hongria. En certes ocasions també és reconeguda pels seus antics noms de Vacz o Vacs. Es troba a uns 34 kilòmetres al nord de Budapest, a la riba del riu Danubi.
La catedral de Vác fou erigida entre el 1761 i el 1777. També destaca un arc del triomf, el qual data del segle xviii. Al centre de la ciutat hi predomina l'arquitectura barroca.

## Ciutats agermanades
Vác està agermanada amb:
- Deuil-la-Barre, França

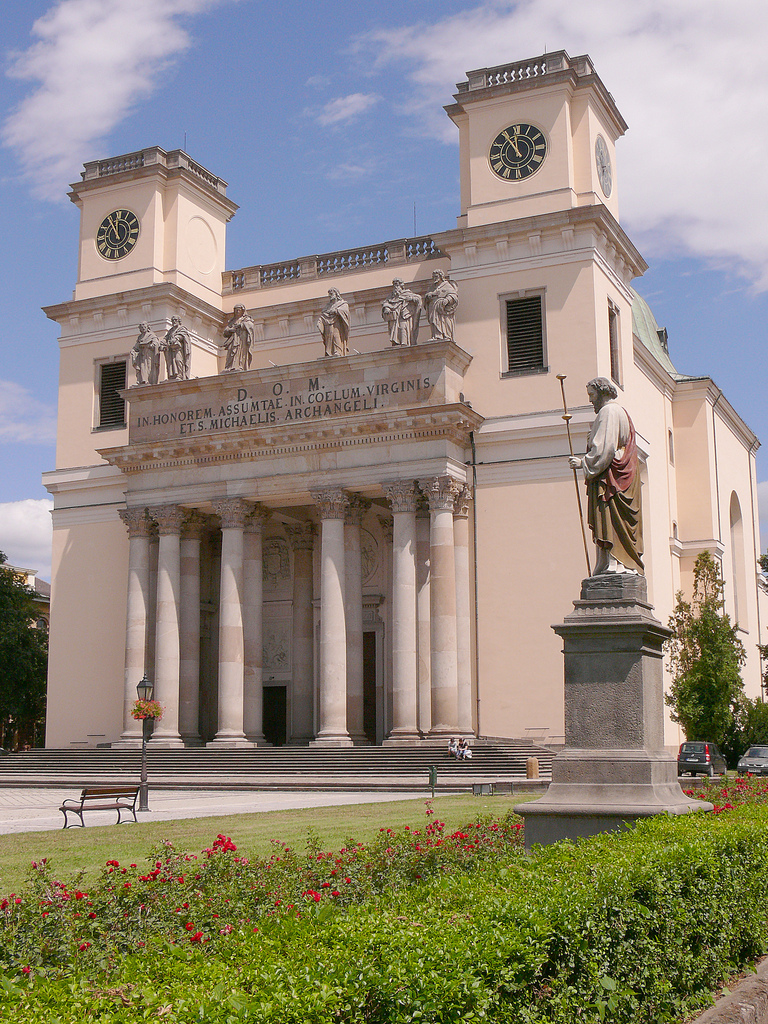
La catedral de Vác.

- Donaueschingen, Alemanya
- Dubnica nad Váhom, Eslovàquia
- Guivatàyim, Israel
- Järvenpää, Finlàndia
- Odorheiu Secuiesc, Romania
- Šahy, Eslovàquia